# Савјет безбједности Руске Федерације
Савјет безбједности Руске Федерације (рус. Совет безопасности Российской Федерации) савјетодавни је орган предсједника Руске Федерације за питања националне безбједности и одбране од унутрашњих и спољних непријатеља.

## Дјелокруг
Засједања Савјета безбједности редовно се одржавају најмање једанпут на мјесец, а у ванредном случају могу се одржавати и више пута. Предсједник Руске Федерације предсједава Савјетом безбједности и разматра питања која се пред њим претресају. Помаже му секретар Савјета безбједности.
Савјет безбједности Руске Федерације разматра важније документе и питања унутрашње и спољне политике Руске Федерације у области обезбјеђивања националне безбједности:
1. разматра стратешке проблеме државне, економске, друштвене, одбрамбене, информационе, еколошке и друге врсте безбједности, чувању здравља становништва;
2. води припрему пројеката прогнозе, спречавања ванредних ситуација и отклањања њихових посљедица, обезбјеђивања стабилности и реда и мира.

Одлуке Савјета безбједности доносе на њиховим засједањима стални чланови простом већином гласова од општег броја присутних чланова. Одлуке ступају на снагу после потврде предсједника Савјета безбједности.

## Састав
Поредак формирања Савјета безбједности утврђује предсједник Руске Федерације у складу са Уставом и законом Руске Федерације »О безбедности«. Сталне чланове и чланове Савјета безбједности именује предсједник Руске Федерације - предсједник Савјета безбједности. Њему је непосредно потчињен секретар Савјета безбједности који обезбеђује рад Савјета безбједности, руководи његовим апаратом и одржава радна савјетовања са члановима Савјета безбједности. О осталим питањима дјелатности Савјета безбједности одлучује предсједник Руске Федерације.
Од 31. јула 1996. до данас стални чланови Савјета безбједности именују се по личној основи (а не по дужности) и њих је шест: предсједник Руске Федерације (предсједник Савјета безбједности), предсједник Владе Руске Федерације, секретар Савјета безбједности, министар иностраних послова, министар одбране, директор Федералне службе безбједности. Одлуке Савјета безбједности по важнијим питањима потврђује предсједник Руске Федерације указом, а друге одлуке чине протоколе. Број несталних чланова Савјета безбједности је био од седам (лето 1996) па до деветнаест (2001—2002). Они имају само право савјетодавног гласа на засједањима.

## Организација
Апарат Савјета безбједности је самостално одјељење Администрације предсједника Руске Федерације и има статус Управе предсједника Руске Федерације. У складу са својим основним задацима Савјет безбједности образује комисије надлештава које су основни радни органи Савјета безбједности. У циљу научног обезбјеђивања рада Савјета безбједности при њему је био образован научни савјет. У његов састав улазе представници Руске академије наука, огранака академија наука, руководиоци научних организација и образовних установа вишег професионалног образовања, а такође и посебни специјалисти.